# Диарра, Хамиду
Хамиду Диарра (фр. Hamidou Diarra, род. 4 июля 1989) — малийский шоссейный велогонщик.

## Карьера
В течение 2009 года Хамиду Диарра отличился на национальном уровне . Сначала он выиграл в феврале Critérium de la Paix, организованное в столице страны Бамако. В июне одержал вторую победу, выиграв Гран-при Малийской федерации, прогодившнем по маршруту между Янфолила и Бугуни..
В 2010 году он стал чемпионом Мали и дважды отбирался в сборную для участия сначала в Туре Мали а затем в Тур дю Фасо (52-е место), гонка проходивших в рамках календаря UCI Africa Tour. В 2011 году сохранил за собой титул чемпиона Мали определявшегося по сумме двух гонок — индивидуальной и групповой. Месяц спустя во второй раз вышел на старт Тур дю Фасо, но вынужден был сойти с гонки на девятом этапе.
В конце 2012 года он снова участвовал в Тур дю Фасо, во время которого на пятом этапе занял 13-е место. На очередном Чемпионате Мали определявшегося по сумме двух гонок (индивидуальной и групповой) не смог сохранить свой титул, заняв третье, несмотря на то, что выиграл вторую гонку. В ноябре он был включён в состав сборной для участия в Чемпионате Африки, который проходил в Уагадугу, столице Буркина-Фасо. В индивидуальной гонке показал 28-й результат среди 31-го участников. В групповой гонке, проходившей через два дня, занял 21-е место, уступив около 10 минут её победителю Натнаэлю Беране.
В 2013 году Хамиду Диарра выиграл второй выпуск Гран-при президента Малийской федерации велоспорта, проходившем в Куманту.. Также финишировал восьмым на Tour de la CÉDÉAO  и девятым на этапе Тур дю Фасо. В сезоне 2014 года он проявил себя в национальных соревнованиях, заняв третье место в Grand Prix Habib Sissoko второе место на Гран-при президента Малийской федерации велоспорта уступив только ивуарийцу Бассиру Конте.
В начале 2015 года он финишировал вторым на Grand Prix Sotelma-Malitel, где проиграл в спринте своему соотечественнику Брехиме Диарре. В июне он занял третье место в первом выпуске Critérium de Tienkoungoba. В сентябре был заявлен своей федерацией для участия в Тур Кот-д'Ивуара, вошедшего перед этим в календарь UCI Africa Tour.

## Достижения
2009
Critérium de la Paix
Гран-при Малийской федерации велоспорта
2010
 Чемпион Мали — групповая гонка
JCI Criterium
2011
 Чемпион Мали — групповая гонка
2012
2-й этап Кубка Мали
3-й на Чемпионате Мали — групповая гонка (Кубок Мали)
2013
Гран-при президента Малийской федерации велоспорта